# Antrim (Irlande)
Pour les articles homonymes, voir Antrim.
Antrim (de l'irlandais Aontroim, signifiant « bâtiment simple ») est par le nombre d'habitants la deuxième  ville du comté d'Antrim dans le Nord-Est de l'Irlande du Nord après Ballymena. Elle se situe sur les bords de la Six Mile Water, à un peu plus de deux kilomètres au nord-est du Lough Neagh.
La ville est le centre administratif du comté d’Antrim. Elle se situe à 35 kilomètres au nord-ouest de Belfast.

## Population
Antrim est classifié comme « grande ville » (population comprise entre 18 000 et 75 000 habitants par l'IE de l'agence de statistiques et de recherches de l'Irlande du Nord (NISRA). En 2001, la ville comptait 20 001 habitants.
- 23,1 % de la population a au-dessous de 16 ans et 15,7 % a 60 ans et plus ;
- 48,6 % de la population est représentée par des hommes et 51,4 %  par des femmes ;
- 32,9 % est catholique et 61,5 % est protestante ;
- 3,8 % de la population active (de 16 à 74 ans) est sans emploi.

## Histoire
Selon la tradition, un monastère a été fondé à Antrim en 495 après J.-C., trente ans après la mort de saint Patrick, pour poursuivre son ministère, et un petit village s'est développé autour. La tour ronde, également connue sous le nom de « Steeple », est tout ce qu'il en reste. Le nom original d'Antrim était Aontreibh, qui signifie « maison isolée » en irlandais, en référence à la maison des moines. Plus tard, ce nom est devenu, ou a été réinterprété, comme Aontroim (« crête solitaire »).

## Monuments et lieux de visite
- Le château de Shane et le château d'Antrim.
- Le tour ronde dite aussi « Steeple » (28 m de hauteur et 15 de circonférence à la base).
- Il y avait un château, près de la Six Miles Water, détruit par un incendie en 1922. Tout ce qui en reste est une tour octogonale nommée Ganon's tower.
- Le fleuve a permis l'établissement d'une industrie textile. Elle a été remplacée par un parc technologique, le seul en Irlande du Nord.
- La halle d'Antrim a été construite en 1726. Autrefois utilisée comme tribunal, elle est actuellement vide.

## Écoles
- Antrim Grammar School
- Parkhall College
- Antrim Primary School
- St Comgalls Primary School
- Greystone Primary
- Ballycraigy Primary School
- Parkhall Primary School
- St Joseph's Primary School
- Rathenraw Primary School
- RoundTower Primary School